# Sapir Berman
Sapir Berman (hebräisch ספיר ברמן, * 1994 in Kirjat Bialik) ist eine israelische Fußballschiedsrichterin. Sie gilt als weltweit erste Transgender-Schiedsrichterin in einer obersten Profiliga.

## Werdegang
Berman wurde in Kirjat Bialik, einer Stadt nordöstlich von Haifa, unter dem Vornamen Sagi als ältester Sohn eines Angestellten und einer Arzthelferin geboren. Sie spielte in der Jugend Fußball bei Hapoel Haifa, absolvierte nach der Schule den Militärdienst begann ein Studium der Sonderpädagogik.
Als Schiedsrichter in der Ligat ha’Al, der höchsten Spielklasse im israelischen Fußballsport, debütierte Berman zu Beginn der Spielzeit 2019/20. Gegen Ende der Spielzeit 2020/21 teilte Berman mit, mittels einer Geschlechtsanpassung weiter auf dem Weg ihrer Transidentität weiterzugehen. Zudem wolle sie mit dem Vornamen Sapir sowie weiblicher Anrede angesprochen werden. Seitens des israelischen Fußballverbandes wie auch der nationalen Schiedsrichtervereinigung wurde ihr volle Unterstützung zugesagt.
Anfang Mai 2021 leitete sie mit der Partie Hapoel Haifa gegen Beitar Jerusalem im Sammy-Ofer-Stadion als erste Transgender-Schiedsrichterin ein Spiel im israelischen Profifußball.
Im April 2024 wurde bekannt, dass auf dem Filmfestival Docaviv 2024 Liran Atzmors Dokumentarfilm „Sapir“ über Berman laufen wird. In dem Kontext wurde sie auch als „weltweit erster Transgender-Fußballschiedsrichter in einer Profiliga bezeichnet.“